# Guerra austro-turca (1787-1791)

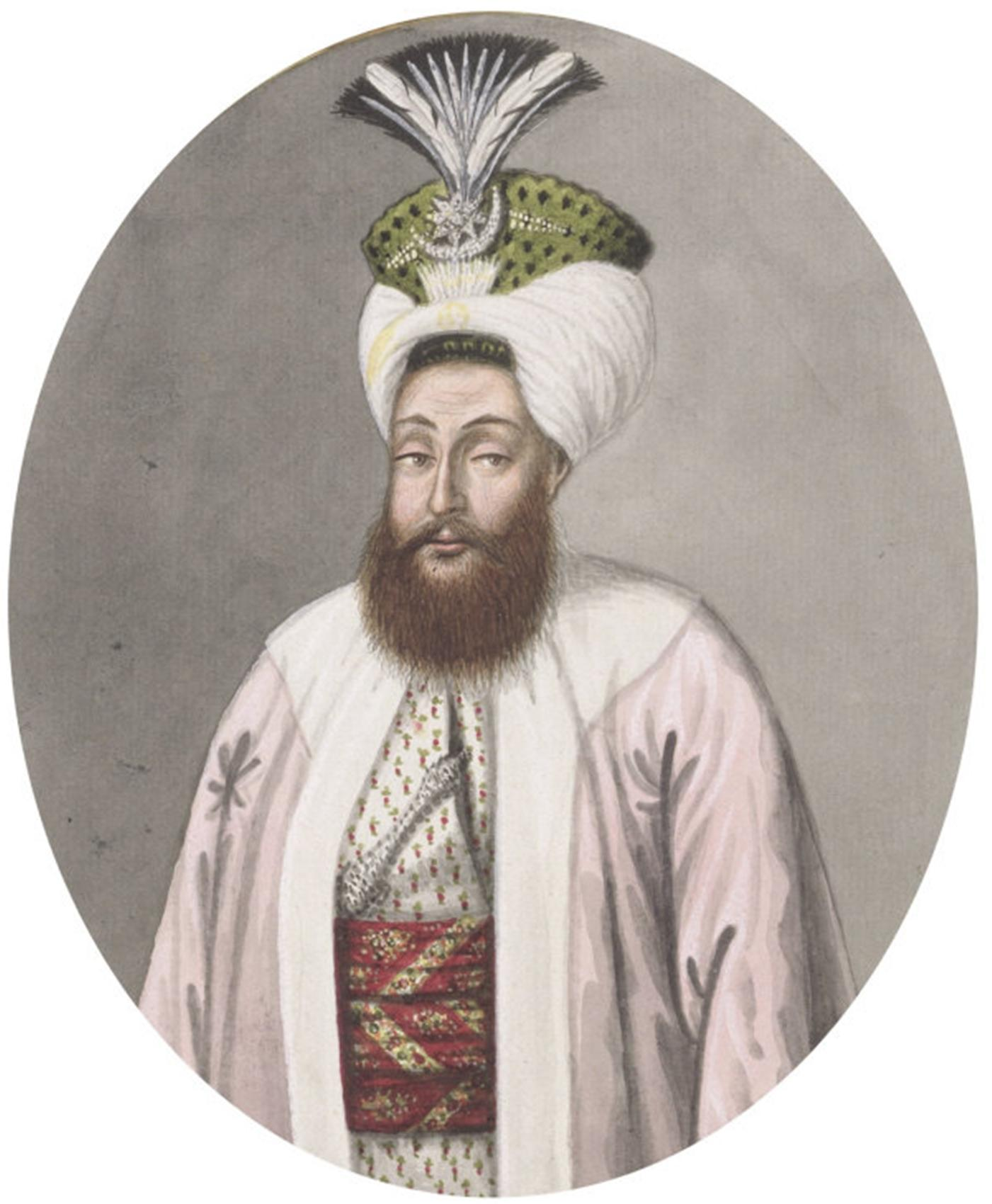
Selim III, sultán del Imperio otomano durante la guerra. Retrato de John Young.

La guerra austro-turca de 1787-1791 fue un conflicto bélico en el que se enfrentaron el Imperio austríaco y el otomano. La contienda tuvo lugar de forma paralela a la guerra ruso-turca de 1787-1792.

## Desarrollo de la guerra

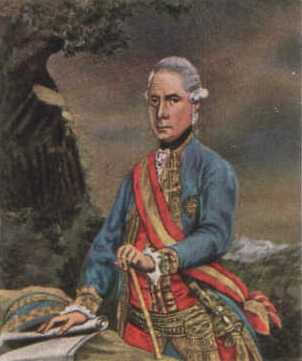
Mariscal de campo Ernst Gideon von Laudon, el general que comandaba el bando austríaco.

La decisión para iniciar la guerra fue tomada por el emperador del Sacro Imperio Romano Germánico José II de Habsburgo, quien había firmado una alianza con el Imperio ruso de Catalina la Grande. Los turcos tomaron la iniciativa militar, hicieron replegarse a los austríacos de Mehadia (Distrito de Caraș-Severin) e invadieron el Banato (1789). Más tarde, el equilibrio cambió en favor de Austria: Belgrado fue tomada de los turcos en una campaña de tres semanas encabezada por el envejecido mariscal de campo Ernst Gideon von Laudon; sin embargo, en el resultado final reflejado en la Paz de Sistova, las ganancias de Austria fueron magras. Miller las especifica como «nada más que el pueblo de Orșova y cuatro pequeñas localidades en la frontera croata» (Cetingrad, Drežnik Grad, Donji Lapac y Srb).
Del lado turco, la guerra fue un desastre no debido a las pérdidas de territorio en favor de Austria (que fueron recuperadas en gran parte en la negociación), sino debido a las victorias del aliado de Austria en la guerra ruso turca de 1787-1792.
En el frente de batalla, la enfermedad desempeñó un rol central. Durante 1788, en el ejército austríaco hubo «epidemias: los lazaretos estaban repletos, la mitad del ejército estaba enferma y miles de soldados murieron». José II pasó la mayor parte de la guerra en el frente y fue uno de los que cayó enfermo allí. Finalmente, falleció de su enfermedad tras retornar a casa, el 20 de febrero de 1790.

## Opinión pública en Austria
En Austria, la guerra era «debilitante e impopular». Maynard Solomon añade que «la moral de la elite cultural estaba severamente erosionada; el temor por las conscripciones llevaron a muchas familias aristocráticas abandonaron Viena y había un sentimiento generalizado de desilusión con el emperador José, una sensación de que había traicionado su promesa de un movimiento reformista ilustrado» Braunbehrens describió la guerra así: «Había una abierta oposición... alimentada por la enorme carga económica que llevaba la población. Los precios de los alimentos había aumentado drásticamente y, en algunos casos, se habían duplicado; algunas panaderías habían sido saqueadas por primera vez en la historia de Viena».
Una consecuencia de este trastorno social fue que la vibrante vida musical de Viena fue disminuida en gran medida, con el cierre de dos de las compañías de ópera y el declive de los conciertos, lo que creó problemas para la carrera de Mozart y otros músicos igualmente dependiente del auspicio de la aristocracia.